# Samsung Galaxy S24
El Samsung Galaxy S24 es una serie de teléfonos inteligentes de alta gama basados en Android diseñados, desarrollados, fabricados y comercializados por Samsung Electronics como parte de su gama Galaxy S. En conjunto, son los sucesores de Samsung Galaxy S23. Los teléfonos fueron anunciados, junto con Galaxy AI, en el evento 2024 Galaxy Unpacked en San José, California el 17 de enero de 2024.

## Dispositivos
La serie incluye tres dispositivos, que comparten la misma línea y tamaños de pantalla que la serie Galaxy S23 anterior. El Galaxy S24 de nivel de entrada cuenta con una pantalla plana de 6,2 pulgadas (155 mm). El Galaxy S24+ presenta un hardware similar en una pantalla más grande de 6,7 pulgadas (168 mm). En la parte superior de la línea, el Galaxy S24 Ultra presenta una pantalla plana de 6,8 pulgadas (173 mm). El S24 y el S24+ funcionan con Snapdragon 8 Gen 3 en EE. UU., China y Australia y con Samsung Exynos 2400 en el resto del mundo incluyendo Corea del Sur, mientras que el S24 Ultra presenta este chip en todas las tiendas.

## Diseño
Los Galaxy S24 y S24+ cuentan con versiones de aluminio y están disponibles en cuatro colores estándar: Amarillo Amber y Violeta Cobalt, con tres colores adicionales disponibles solo a través del sitio web de Samsung: Verde Jade. El S24 Ultra presenta versiones de titanio de estos colores: Gris Titanium y Negro Titanium, junto con el exclusivo en línea Naranja Titanium.
| Galaxy S24 | Galaxy S24        | Galaxy S24         | Galaxy S24+ | Galaxy S24+       | Galaxy S24+        | Galaxy S24 Ultra | Galaxy S24 Ultra  | Galaxy S24 Ultra   |
| Color      | Nombre            | Exclusivo en línea | Color       | Nombre            | Exclusivo en línea | Color            | Nombre            | Exclusivo en línea |
|            | Negro Onyx        | No                 |             | Negro Onyx        | No                 |                  | Negro Titanium    | No                 |
|            | Gris Marble       | No                 |             | Gris Marble       | No                 |                  | Gris Titanium     | No                 |
|            | Amarillo Amber    | No                 |             | Amarillo Amber    | No                 |                  | Amarillo Titanium | No                 |
|            | Violeta Cobalt    | No                 |             | Violeta Cobalt    | No                 |                  | Violeta Titanium  | No                 |
|            | Verde Jade        | Yes                |             | Verde Jade        | Yes                |                  | Verde Titanium    | Yes                |
|            | Azul Sapphire     | Yes                |             | Azul Sapphire     | Yes                |                  | Azul Titanium     | Yes                |
|            | Naranja Sandstone | Yes                |             | Naranja Sandstone | Yes                |                  | Naranja Titanium  | Yes                |

## Especificaciones

### Hardware

#### Chipset
El Galaxy S24 Ultra usa el chip Qualcomm Snapdragon 8 Gen 3 para Galaxy a nivel mundial, mientras que en el S24 y el S24+ es exclusivo en Estados Unidos, Canadá y China, equipando el Samsung Exynos 2400 en otros países.

#### Pantalla
La serie Galaxy S24 cuenta con una pantalla "Dynamic LTPO AMOLED 2X" con soporte HDR10+, 2600 nits de brillo máximo y tecnología de "mapeo dinámico de tonos".[cita requerida] Todos los modelos utilizan un sensor ultrasónico de huellas dactilares dentro de la pantalla. La frecuencia de actualización puede alcanzar los 120 Hz.[cita requerida]
La pantalla del Galaxy S24 Ultra usa un cristal Gorilla Glass Armor. Corning afirma que este nuevo panel es un 75% menos reflectante que una superficie de cristal típica.
| Modelo    | Tamaño          | Resolución | Densidad de píxeles | Relación de aspecto | Tasa de refresco máxima | Tasa de refresco variable | Forma                              |
| --------- | --------------- | ---------- | ------------------- | ------------------- | ----------------------- | ------------------------- | ---------------------------------- |
| S24       | 6,2 plg (16 cm) | 2340×1080  | ~416 ppp            | 19.5:9              | 120 Hz                  | 1 Hz a 120 Hz             | Esquinas redondeadas, lados planos |
| S24+      | 6,7 plg (17 cm) | 3120×1440  | ~513 ppp            | 19.5:9              | 120 Hz                  | 1 Hz a 120 Hz             | Esquinas redondeadas, lados planos |
| S24 Ultra | 6,8 plg (17 cm) | 3120×1440  | ~505 ppp            | 19.5:9              | 120 Hz                  | 1 Hz a 120 Hz             | Esquinas rectas, lados planos      |

#### Cámara
Los Galaxy S24 y S24+ poseen sensor principal de 50 megapíxeles, un teleobjetivo de 10 megapíxeles y un ultra gran angular de 12 megapíxeles. El S24 Ultra tiene un sensor principal de 200 megapíxeles, dos sensores teleobjetivo (uno de 10 megapíxeles de 3 aumentos y otro periscópico de 50 megapíxeles de 5 aumentos) y un sensor ultra gran angular de 12 megapíxeles. La cámara frontal es de 12 megapíxeles en los tres modelos.
| Modelos            | Galaxy S24 y S24+                                              | Galaxy S24 Ultra                                                         |
| ------------------ | -------------------------------------------------------------- | ------------------------------------------------------------------------ |
| Principal          | 50 MP, f/1.8, 23 mm, 1/1,56", PDAF de doble píxel, OIS         | 200 MP, f/1,7, 23 mm, 1/1.3", PDAF, AF láser, OIS                        |
| Ultra gran angular | 12 MP, f/2.2, 13 mm, 1/2,55", PDAF de doble píxel en S24 Ultra | 12 MP, f/2.2, 13 mm, 1/2,55", PDAF de doble píxel en S24 Ultra           |
| Teleobjetivo       | 10 MP, f/2,4, 70 mm, 1/3,94", PDAF, OIS, zoom óptico 3x        | 10 MP, f/2,4, 70 mm, 1/3, 52", PDAF de doble píxel, OIS, zoom óptico 3x  |
| Periscopio         | –                                                              | 50 MP, f/3.4, 115 mm, 1/3, 52", PDAF de doble píxel, OIS, zoom óptico 5x |
| Frontal            | 12 MP, f/2,2, 25 mm, PDAF                                      | 12 MP, f/2,2, 25 mm, PDAF                                                |

#### Baterías
Los Galaxy S24, S24+ y S24 Ultra contienen baterías de iones de litio de 4000, 4900 y 5000 mAh respectivamente.

#### Conectividad
Todos los modelos admiten conectividad 5G SA/NSA/Sub6, Wi-Fi 6e y Bluetooth 5.3. El Galaxy S24 Ultra además es compatible con Wi-Fi 7.

#### Memoria y almacenamiento
| Modelos   | Galaxy S24 | Galaxy S24     | Galaxy S24+ | Galaxy S24+    | Galaxy S24 Ultra | Galaxy S24 Ultra |
| Modelos   | RAM        | Almacenamiento | RAM         | Almacenamiento | RAM              | Almacenamiento   |
| --------- | ---------- | -------------- | ----------- | -------------- | ---------------- | ---------------- |
| Variantes | 8 GB       | 128 GB         | –           | –              | 12 GB            | 256 GB           |
| Variantes | 8 GB       | 256 GB         | 12 GB       | 256 GB         | 12 GB            | 512 GB           |
| Variantes | 12 GB      | 256 GB         | 12 GB       | 512 GB         | 12 GB            | 1 TB             |
| Variantes | 8 GB       | 512 GB         | –           | –              | -                | -                |

### Software
Los dispositivos integran la Inteligencia artificial generativa Gemini Nano previamente implementada en el Pixel 8 Pro.
La serie fue lanzada con Android 14 de fábrica junto con la capa de personalización One UI 6.1 de Samsung. Se anunciaron 7 años de actualizaciones de software y seguridad.